# 莫莉·帕克
莫莉·帕克（英語：Molly Parker，1972年6月30日—） 是一名加拿大的女演员。她因出演一系列独立电影而著名，此外她在出演Netflix的自制剧《纸牌屋》中的国会多数党党鞭杰奎琳·夏普而闻名，并赢得了艾美奖提名。另外，她还出演了HBO的《死木》。1997年，她因电影《吻过》中的角色，赢得精灵奖最佳女演员。2001年，因电影《世界的中心》而获得獨立精神獎最佳女主角提名。2002年，因《最后一个婚礼》获得精灵奖最佳女演员。

## 早期生涯
帕克生于加拿大英属哥伦比亚省枫树岭，之后在皮特梅多斯的农场度过了她的童年。从3岁到17岁，她参加了芭蕾舞课程，14岁开始在当地表演。她在加拿大的很多电视台崭露头角，期间她叔叔在她的事业早期承担了经纪人角色；之后进入温哥华盖斯敦区的演员工作室。

## 职业生涯
1995年，她扮演爱丽丝·拉姆齐，出演《卡莉的忿怒》，《汉兰达》系列的第四季一集。同年，她在电视剧《在沉默中效力》里成功演绎了一个同性恋军官的女儿。
2014年，她出演了Netflix的系列剧《纸牌屋》的国会女议员杰奎琳·夏普。2018年，她出演Netflix的自制剧《迷失太空》。

## 个人生活
帕克与导演、作家和制片人马特·比森内特结婚，后离婚；有一个儿子。